# Weipart Ludwig von Fabrice

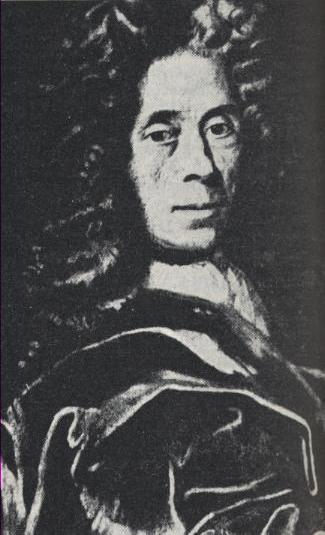
Bildnis Weipart Ludwig von Fabrice

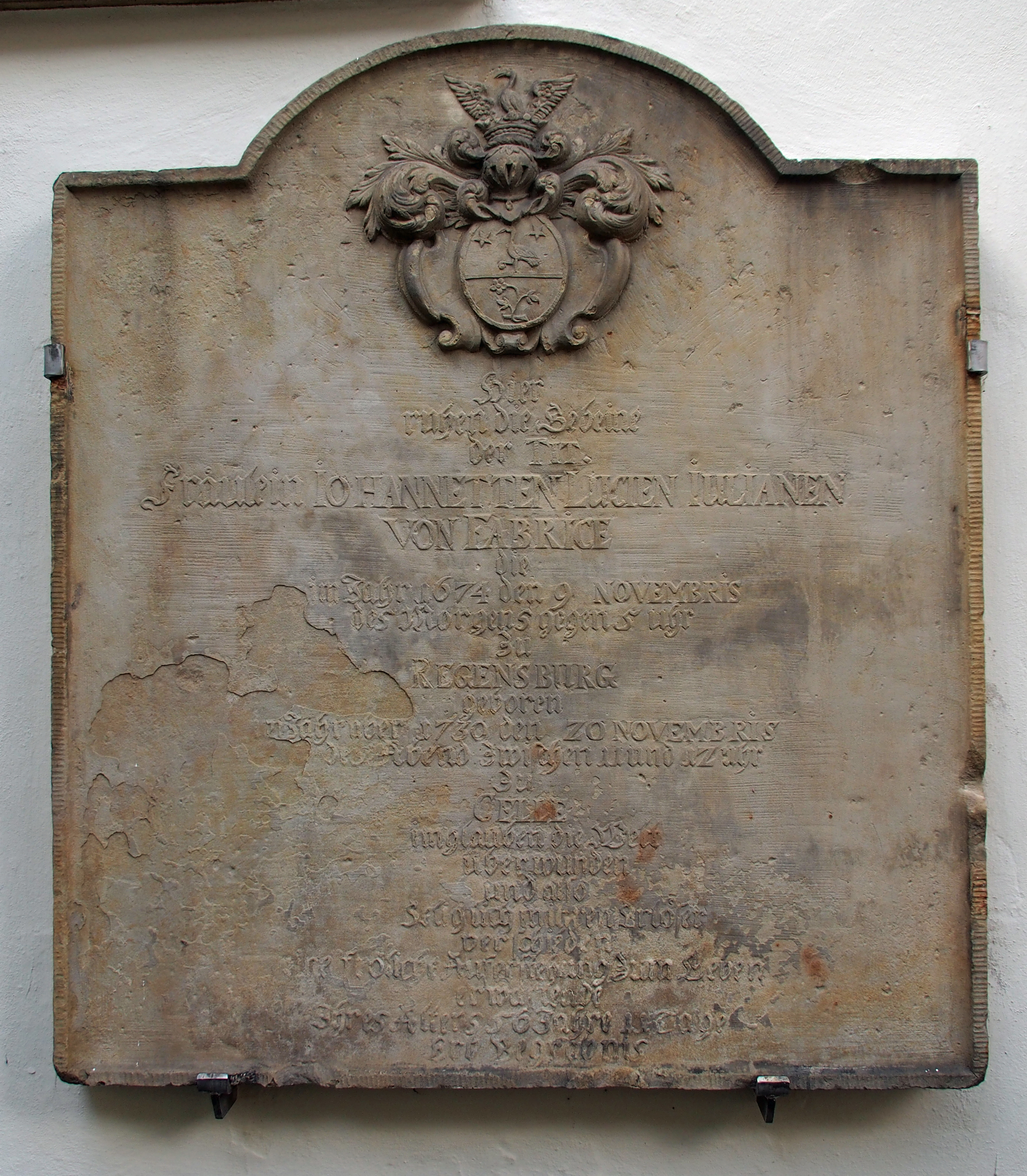
Grabplatte seiner ledig gebliebenen Tochter Johannette Lucie Juliane von Fabrice (1674–1730) mit Familienwappen Fabrice an der Nordseite der Stadtkirche St. Marien in Celle

Weipart Ludwig von Fabrice (* 15. September 1640 in Darmstadt; † 29. Oktober 1724 in Celle) war ein kurhannoverscher Diplomat und Staatsmann.

## Leben
Von Fabrice entstammte einer hessischen Adelsfamilie, die zunächst unter dem Namen Fabricius in den Adelsstand erhoben worden war. Sein Vater war der in Hessen-Darmstadt tätige Geheimrat und Kanzler Philipp Ludwig von Fabrice (1599–1666). Weipart Ludwig von Fabrice studierte zunächst Rechtswissenschaften an der Universität Gießen und begab sich nach dem Abschluss als Lizenziat an den Reichshofrat nach Wien. Hier war er als Agent für den Grafen von Waldeck tätig und machte über diesen die Bekanntschaft der welfischen Herzöge, deren Wohlwollen er rasch gewann. Nach ersten Tätigkeiten für die Herzöge von Braunschweig-Lüneburg in Wien wurde er von Herzog Georg Wilhelm 1669 nach Celle berufen. 1683 erwarb er eines der vier Frydagschen Güter in Estorf. Auf seine Veranlassung und mit seiner finanziellen Unterstützung wurde 1695 die alte, baufällige Kapellengemeinde abgerissen und an gleicher Stelle ein Neubau errichtet, der 1696 eingeweiht wurde.
Als Geheimer Rat stieg er zum Leiter der Justizkanzlei in Celle auf und wurde 1707 gemeinsam mit Paul von Püchler († 1711) beauftragt, für das junge Kurfürstentum ein Oberappellationsgericht in Celle einzurichten, dessen künftige Leitung ihm bereits 1708 durch den Herzog übertragen wurde. Das neue Gericht nahm seine Tätigkeit 1711 unter dem Präsidenten von Fabrice auf. Aus ihm ging letztlich im 19. Jahrhundert im Zuge der Umsetzung der Reichsjustizgesetze das heutige Oberlandesgericht Celle hervor.
Aus seiner Ehe mit Marie Juliane Vietor aus Waldeck entstammten 16 Kinder, darunter Johann Ludwig von Fabrice und Friedrich Ernst von Fabrice. Die Tochter Christine Sophie (1678–1751) wurde Priorin des evangelischen Damenklosters Lüne, Marie Auguste Margarthe heiratete den braunschweigischen Geheimrat Hieronymus Wiegand von Laffert (1659–1728) und Luise Barbara heiratete den holsteinischen Minister Christian Wilhelm von Eyben († 1717). Sein Begräbnis fand in Estorf statt.